# كريستوفر بي دنكان
كريستوفر بي دنكان (بالإنجليزية: Christopher B. Duncan)‏ مواليد 4 مارس 1970 في لنكن، الولايات المتحدة، هو ممثل أمريكي.

## الأعمال
- اسمي خان
- بونز
- غرباء في أمريكا
- آي كارلي
- المقاطعة
- إن ذا آرمي ناو
- المدرب

## روابط خارجية
- كريستوفر بي دنكان على موقع IMDb (الإنجليزية)
- كريستوفر بي دنكان على موقع قاعدة بيانات الفيلم (الإنجليزية)